# Louis Schloesser
Louis Schloesser (Darmstadt, 1800 - 1886) fou un compositor alemany, pare del també compositor Karl Wilhelm Schloesser.
Fou deixeble de SalieriKreutzer, a Viena i París respectivament, i acabats els seus estudis aconseguí el càrrec de director de l'orquestra de la cort de Hessen a Darmstadt.
Va compondre les òperes Das Leben ein Tracem (1839) i Die Brant des Herzogs (1847); el melodrama Die Jahreszeiten; música per al Faust, simfonies, obertures ballets, quartets per a instruments d'arc, peces per a piano i uns 100 lieder.